# Abiáta
Az Abiáta ismeretlen eredetű és jelentésű női név.

## Gyakorisága
Az újszülötteknek adott nevek körében az 1990-es években szórványosan fordult elő. A 2000-es és a 2010-es években sem szerepelt a 100 leggyakrabban adott női név között.
A teljes népességre vonatkozóan az Abiáta sem a 2000-es, sem a 2010-es években nem szerepelt a 100 leggyakrabban viselt női név között.

## Névnapok
- február 5.[2]

## Híres Abiáták
Lásd: Az Abiáta nevet tartalmazó szócikkek a magyar Wikipédián